# Korczunek (obwód iwanofrankiwski)
Korczunek (ukr. Корчунок, Korczunok) – wieś na Ukrainie, w obwodzie iwanofrankiwskim, w rejonie iwanofrankiwskim, w hromadzie Rohatyn. W 2001 roku liczyła 32 mieszkańców.
W II Rzeczypospolitej wieś położona w powiecie stryjskim w woj. stanisławowskim.
W 1944 nacjonaliści ukraińscy z OUN-UPA zamordowali tutaj 11 Polaków.